# Сюй Цзе
Сюй Цзе (пол. Xu Jie, кит. упр. 徐洁, пиньинь Xú Jié; родилась 21 января 1982 года, Тяньцзинь, Китайская Народная Республика) — польская и китайская спортсменка по настольному теннису. Призёр чемпионатов Европы. Участница Олимпийских игр 2008 года. Многократная чемпионка Польши.

## Биография
Родилась в Тяньцзине. До 1999 года играла за КНР. На соревнованиях Про-Тур в Гуйлине вышла в четвертьфинал в парном разряде. В 1999 году стала играть за польский клуб высшей лиги AZS AJD (Ченстохова), за который играла до 2005 года.
В 2003 году получила польское гражданство. С 2005 по 2010 годы играла за клуб GLKS Wanzl Scania (Надажин). В 2006 провела несколько игр в немецкой лиге за TV Busenbach. В 2010—2012 играла за KTS Zamek OWG (Тарнобжег).
С 2006 по 2010 года приняла участие в пяти чемпионатах мира. С 2007 по 2011 выступала на пяти чемпионатах Европы. Пятикратная чемпионка Польши в одиночном разряде, четырежды в женском парном, четырежды в смешанном и дважды в командном.
В 2012 году закончила карьеру и вернулась в Китай.

## Достижения
- Участница Олимпийских игр 2008 года (личное первенство — отборочный раунд, командное — 3 место группа C)
- Чемпионаты Европы:

 Серебро Штутгарт 2009 (женские команды)
 Бронза Санкт-Петербург 2008 (женские пары, с Натальей Партыкой)
 Бронза Острава 2010 (женские команды)
- Чемпионат Польши среди команд высшей лиги:

 Золото (клуб KTS Zamek OWG) — 2010/11 и 2011/12
 Серебро (клуб GLKS Wanzl Scania) — 2008
- Чемпионат Польши в одиночном разряде:

 Золото — 2005, 2006, 2007, 2008, 2010
 Серебро — 2009
- Чемпионат Польши в женском парном разряде:

 Золото — 2006 (с Кингой Стефаньской), 2007 (с Моникой Петкевич), 2009, 2010 (оба с Натальей Партыка)
 Серебро — 2005 (с Мартой Смёнтек)
 Бронза — 2008 (с Натальей Бонк)
- Чемпионат Польши в смешанном парном разряде:

 Золото — 2005 (с Ван Цзэн И), 2006 (с Якубом Косовским), 2008, 2010 (оба с Даниэлем Гураком)